# Mazda CX-9
Mazda CX-9 — среднеразмерный кроссовер, выпускаемый японской автомобильной компанией Mazda. Это второй после CX-7 полноприводный автомобиль Mazda, созданный специально для североамериканского рынка и первый 7-местный кроссовер в истории компании.

## Первое поколение
Премьера большого кроссовера CX-9 состоялась 13 апреля 2006 года в автосалоне в Нью-Йорке, а уже в 2007 году начались официальные продажи. CX-9 первого поколения поставлялся в США, Австралию, Саудовскую Аравию, Россию и на Украину.
Первое поколение Mazda CX-9 сделано на фордовской платформе — CD3, на основе которой также построены такие автомобили как Ford Edge, Ford Fusion, Mazda 6 и т. д.
Модель 2007 года была оснащена 3,5 л двигателем Ford Cyclone V6. Стандартный набор систем безопасности включает в себя: система динамической стабилизации DSC, антипробуксовочная система, Roll Stability Control, фронтальные и боковые подушки безопасности водителя и пассажира и подушка-шторка для всех трёх рядов сидений. Отдельный опции включали в себя навигационную систему, система громкой связи с технологией Bluetooth, камеру заднего вида и систему Bose 5.1.
Для 2008 модельного года, двигатель оснащается 3.6 литровым бензиновым мотором V6 мощностью 273 л.с. и 366 нм крутящего момента. Двигатель пошел в производство в июне 2007 года на заводе двигателей Мазды в Японии. Mazda CX-9 2008 модельного года использует шестиступенчатую автоматическую коробку передач Aisin F21++ .
Модель получила награду от журнала Motor Trend как внедорожник года. Он также был выбран как «внедорожник года в Северной Америке» на Детройтском автосалоне в январе 2008 года.
Mazda CX-9 2010-го модельного года получил новую решетку радиатора, воздухозаборники новой формы в бампере, другую светотехнику и более дорогие материалы отделки салона. Дебютировал в 2009 году в Нью-Йоркском автосалоне. Продажи начались в Австралии в конце сентября в трех вариантах: Classic, Luxury и Grand Touring.
CX-9 имеет 3-зонный климат-контроль и систему громкой связи с технологией Bluetooth в качестве стандартных функций. Более дорогие комплектации Touring и Grand Touring включают кожаные вставки в обивке, а также аудио систему более высокого уровня и задние DVD.
Для 2013 модельного года, CX-9 получил новую решётку радиатора, новые передние и задние фары и новый передний бампер. Дизайн кузова и в предыдущих моделях компании соответствует идеологии KODO — Дух движения. Двигатель остался прежним, 6-цилиндровый V6, 3,7л (277 л.с., 367 Н•м) с 6-ступенчатой автоматической коробкой передач. Также рестайлинг коснулся интерьера, стал оснащаться более высоким качеством отделки салона. CX-9 получил системы мониторинга мёртвых зон и слежения за дорожной разметкой.
В России автомобиль продавался с 2008 до 2016 года. 

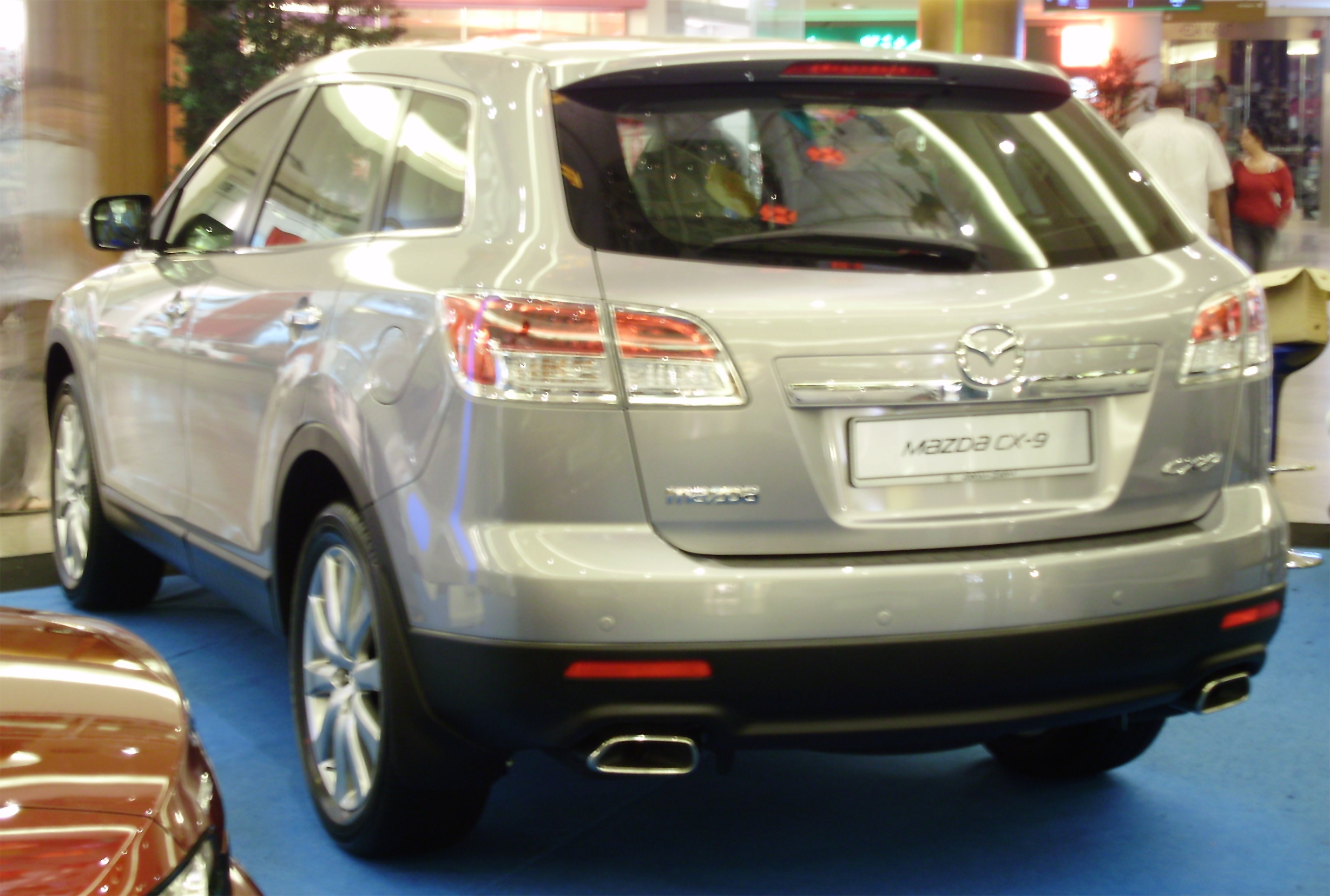
Вид сзади
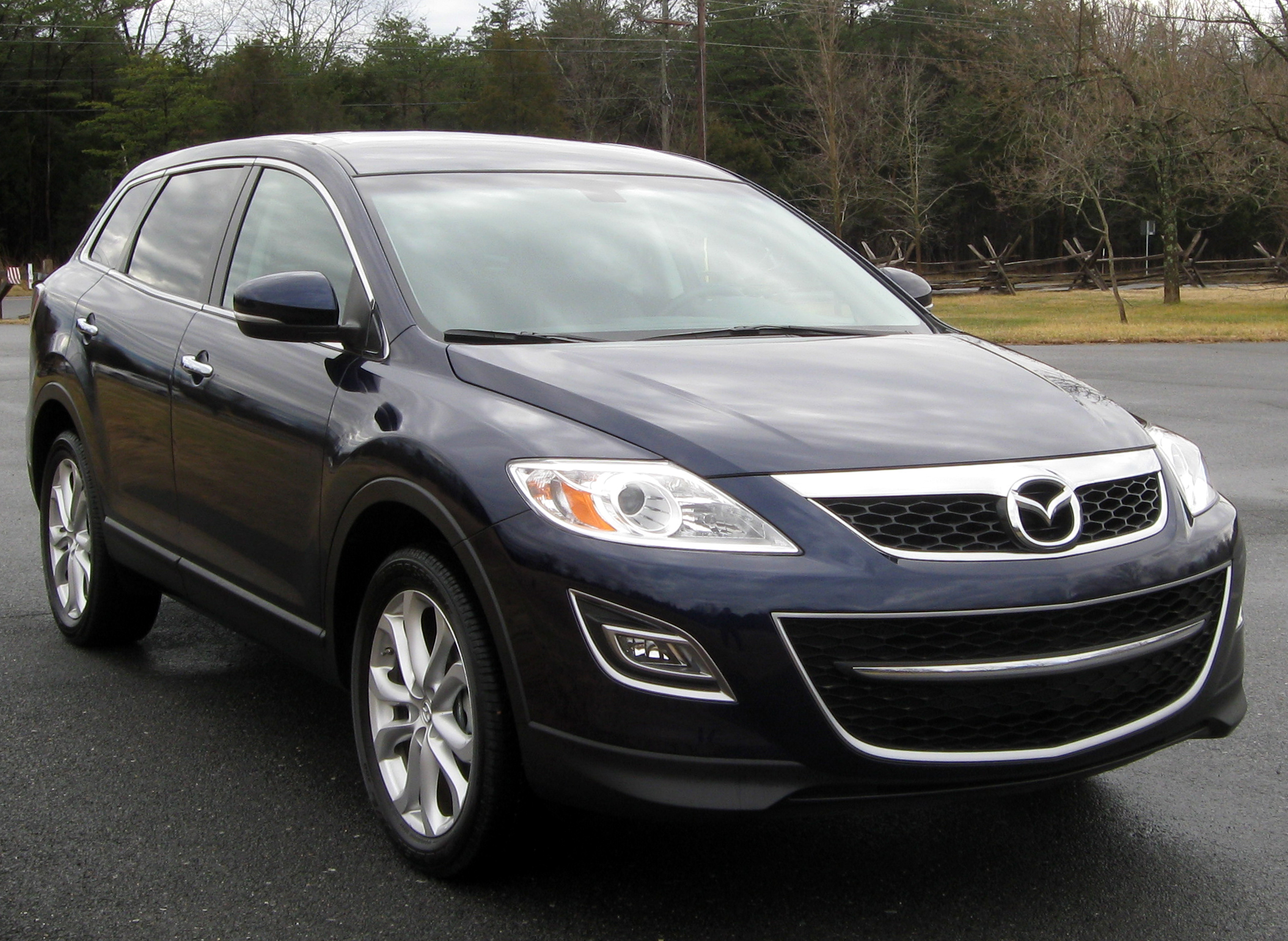
CX-9 2010 года
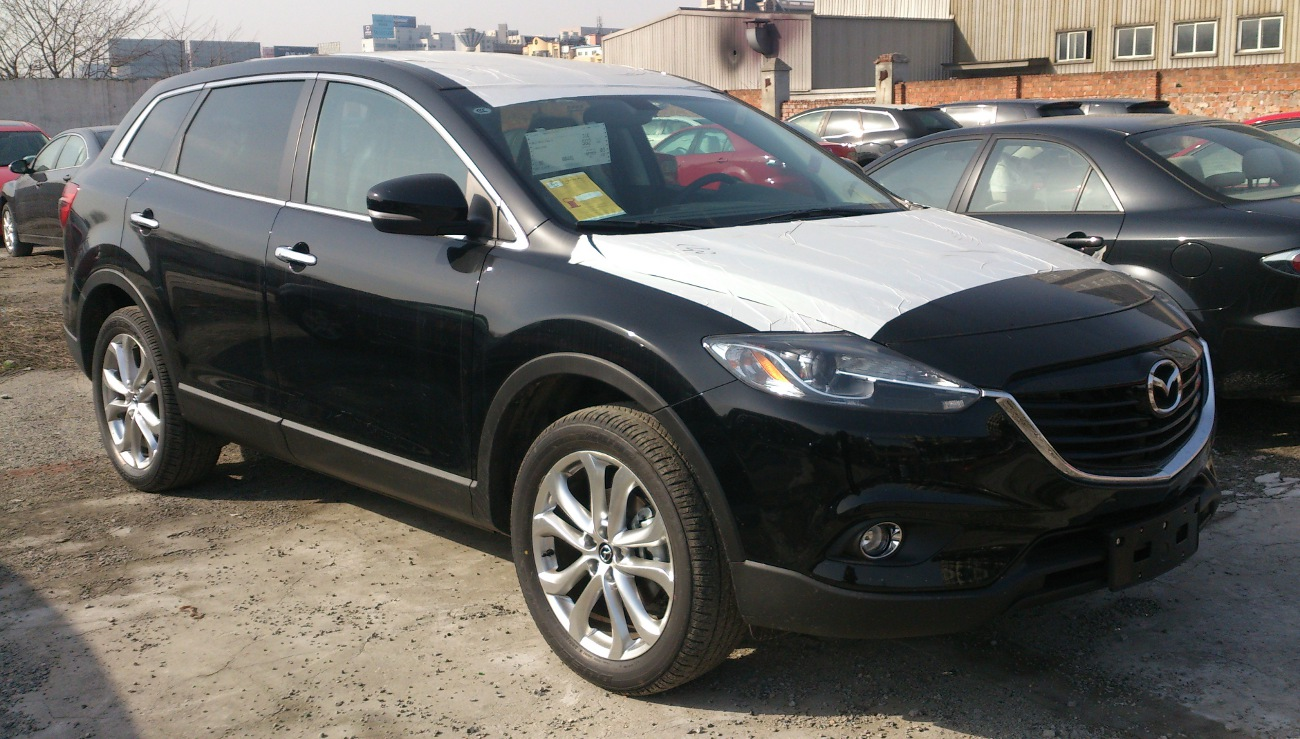
Mazda CX-9 2013 года

## Второе поколение

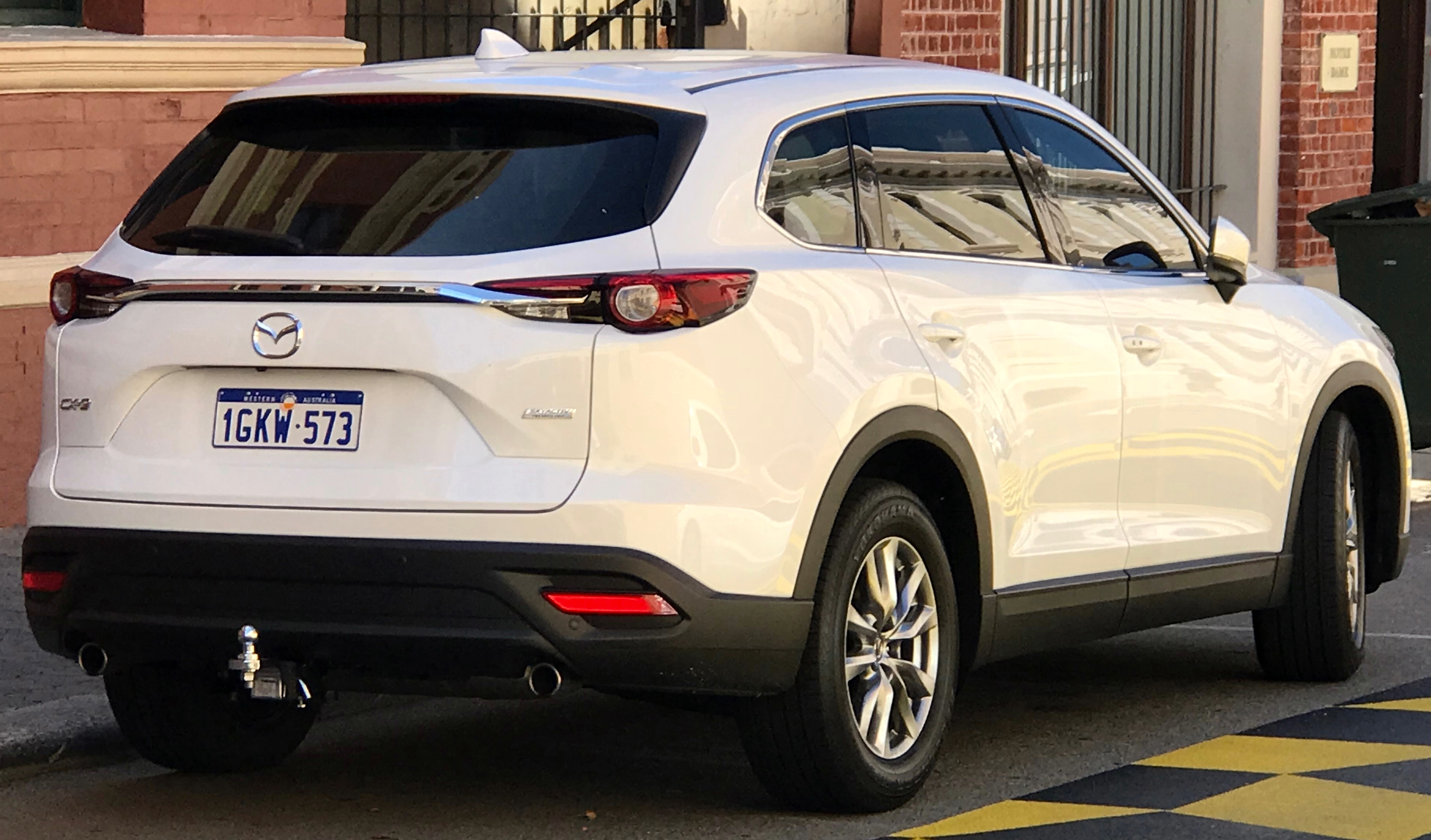
CX-9 второго поколения сзади

В 2016-м году стартовали продажи нового полноразмерного кроссовера Mazda CX-9 в США. Новинка была представлена на автосалоне в Лос-Анджелесе тем же годом. Новая Mazda CX-9 основана на технологии SkyActiv, использующейся в автомобилях Mazda с 2011 года. Автомобиль также получил улучшения в безопасности. Дизайн автомобиля сделан в стиле, называемым Mazda, как «Kodo». 
10 августа 2017 года автомобиль был представлен в Индонезии, а с 1 февраля 2018 года производится для индонезийского рынка в Джакарте.
В феврале 2018 года началась сборка кроссоверов CX-9 для российского рынка. Автомобиль производится на заводе «Соллерс» во Владивостоке. CX-9 стала третьей моделью Mazda, собирающейся на этом заводе после моделей CX-5 и 6. Для российского рынка автомобиль производится в 2-х комплектациях: Supreme и Exclusive.
На японском рынке в качестве альтернативы CX-9 Mazda создала на базе Mazda CX-5 кроссовер Mazda CX-8, который по сути является всего лишь удлинённой версией Mazda CX-5. Так как по размерам CX-8 сильно напоминает производившийся до 2012 года Mazda CX-7, считается что CX-8 — его преемник на японском рынке.
Автомобиль получил 2,5-литровый 4-цилиндровый двигатель с мощностью в 250 л.с. Разгон до 100 км/ч. за 8 секунд, а максимальная скорость ограничена 250 км/ч. Расход топлива составляет 8,7 литров по шоссе, в городе 11 литров.

## Продажи
| Год  | CX-7   | CX-9   |
| ---- | ------ | ------ |
| 2006 | 22 325 | -      |
| 2007 | 41 656 | 25 566 |
| 2008 | 26 811 | 26 100 |
| 2009 | 20 583 | 21 132 |
| 2010 | 28 788 | 28 908 |
| 2011 | 22 926 | 20 887 |